# 世界肝炎デー

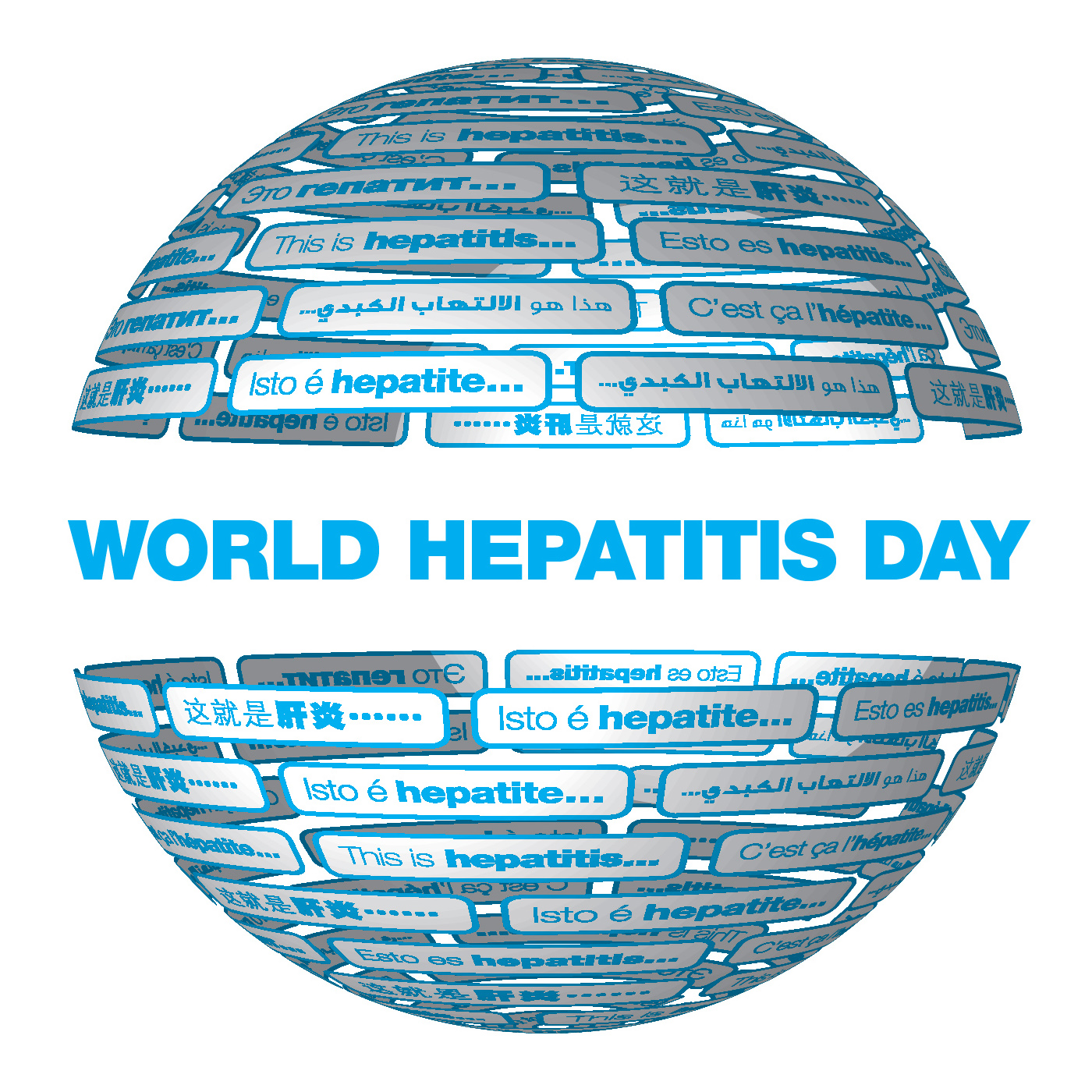
世界肝炎デー

世界肝炎デー（せかいかんえんデー）は、B型肝炎・C型肝炎を中心とした肝炎全般の世界的認識を高め、予防・検査・治療を促進することを目的とした国際記念日である。毎年7月28日に開催されている。

## 概要
B型肝炎ウイルスを発見したバルーク・サミュエル・ブランバーグの誕生日に因んで、2007年よりWorld Hepatitis Alliance（世界肝炎同盟）によって運営されている。2010年よりWHOの支持を得て、WHOが認定する世界啓発の日の一つとなった。
全世界でおよそ5億人がB型肝炎もしくはC型肝炎に罹っているとされ、これは世界中で12人に1人が肝炎を発症していることを意味している。2008年に行われた世界肝炎デーのキャンペーンタイトル「World Hepatitis Day Am I Number 12?」はこの事実に由来している。治療をせずに放置すると、肝炎は肝硬変や肝臓癌、肝不全といった合併症を引き起こす。多くの人は肝炎よりもエイズに感染することを心配しているが、実際には毎年150万人がB型肝炎もしくはC型肝炎が原因で死亡しており、その数はエイズによって引き起こされる死亡者数よりも多いとも言われている。